# Mark Catesby
Mark Catesby (Castle Hedingham, 24 marzo 1683 – Londra, 23 dicembre 1749) è stato un naturalista inglese che studiò la flora e la fauna del Nuovo Mondo.

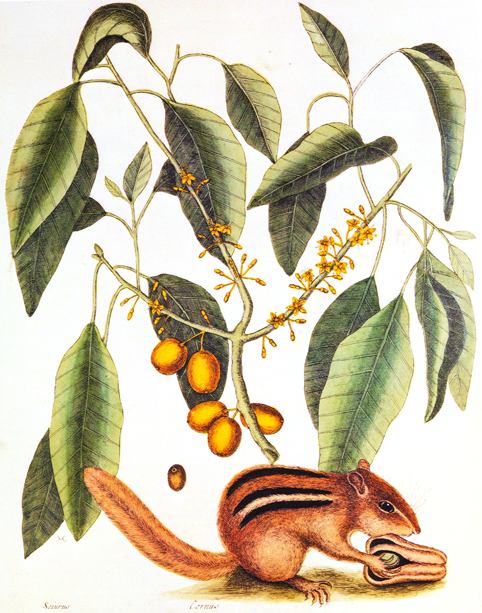
Tavola tratta da Natural History of Carolina, Florida and the Bahama Islands (1731–1743)

Tra il 1729 e il 1747 Catesby pubblicò il libro Storia naturale della Carolina, della Florida e delle Isole Bahamas (Natural History of Carolina, Florida and the Bahama Islands), il primo resoconto pubblicato della flora e della fauna del Nord America. Comprendeva 220 tavole illustrate rappresentanti uccelli, rettili, anfibi, pesci, insetti, mammiferi e piante.

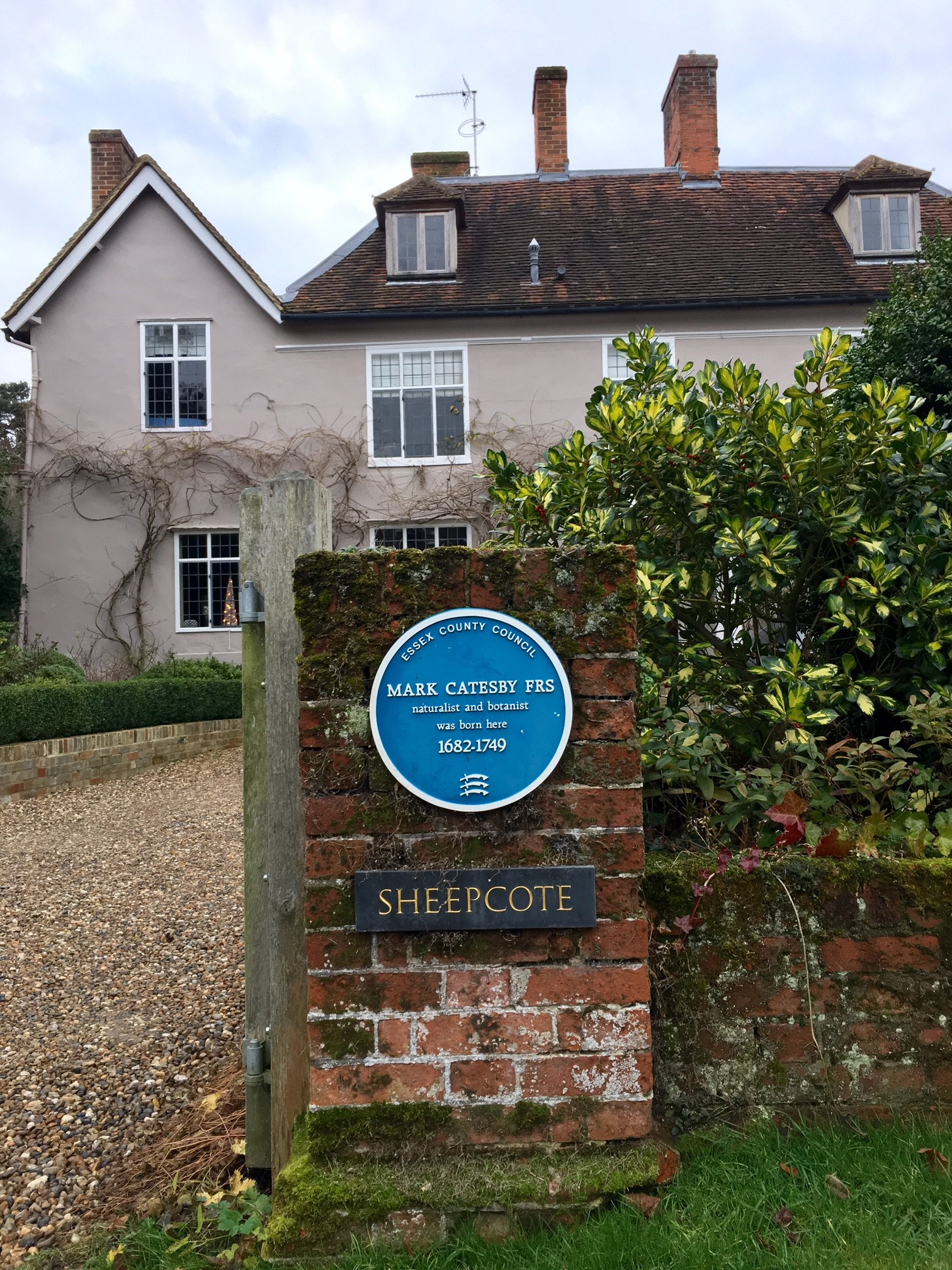
Luogo di nascita di Mark Catesby a Castle Hedingham, nell'Essex

## Vita e opere
Catesby nacque il 24 marzo 1683 e fu battezzato a Castle Hedingham, nell'Essex, il 30 marzo 1683. Suo padre, John Catesby, era un politico locale e agricoltore. Sua madre era Elizabeth Jekyll. La famiglia possedeva una fattoria e una casa, Holgate, a Sudbury, nel Suffolk,  nonché una proprietà a Londra. La conoscenza del naturalista John Ray portò Catesby a interessarsi alla storia naturale. La morte di suo padre lo lasciò con sufficienti beni, così nel 1712 accompagnò sua sorella Elizabeth a Williamsburg, in Virginia. La sorella era la moglie del dottor William Cocke, che era stato membro del Consiglio e Segretario di Stato per la Colonia della Virginia.  Elizabeth aveva sposato il dottor Cocke senza il benestare del padre. Catesby visitò le Indie occidentali nel 1714 e tornò in Virginia, in seguito ritornò in Inghilterra nel 1719.

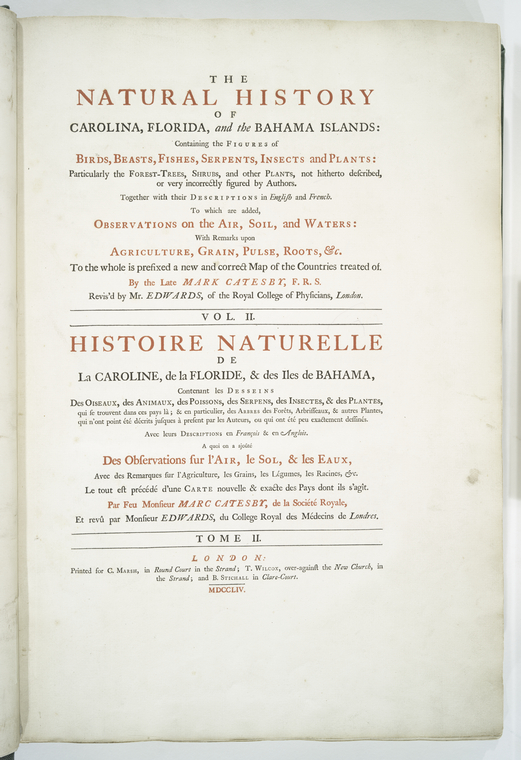
Frontespizio del secondo volume della II edizione di The Natural History of Carolina, Florida and the Bahama Islands di Catesby, Londra, 1754

Catesby raccolse semi ed esemplari botanici in Virginia e Giamaica. Inviò i campioni raccolti al dottor Samuel Dale di Braintree nell'Essex e diede i semi a un vivaista di Hoxton, Thomas Fairchild, nonché a Dale e al vescovo di Londra, il dottor Henry Compton. Le piante raccolte in Virginia, sviluppate dai semi di Catesby, fecero conoscere il suo nome a giardinieri e scienziati in Inghilterra, e nel 1722 William Sherard gli consigliò di intraprendere una spedizione di raccolta di piante in Carolina per conto di alcuni membri della Royal Society. Dal maggio 1722, Catesby si stabilì a Charleston nella Carolina del Sud, e si recò in altre zone di quella colonia, raccogliendo piante e animali. Inviò gli esemplari conservati a Hans Sloane e a William Sherard e i semi a vari contatti che aveva,  tra cui Sherard e Peter Collinson.  Catesby fu dunque responsabile dell'introduzione nella coltivazione in Europa di piante come la Catalpa bignonioides e della Catesbaea spinosa. Catesby fece nuovamente ritorno in Inghilterra nel 1726.

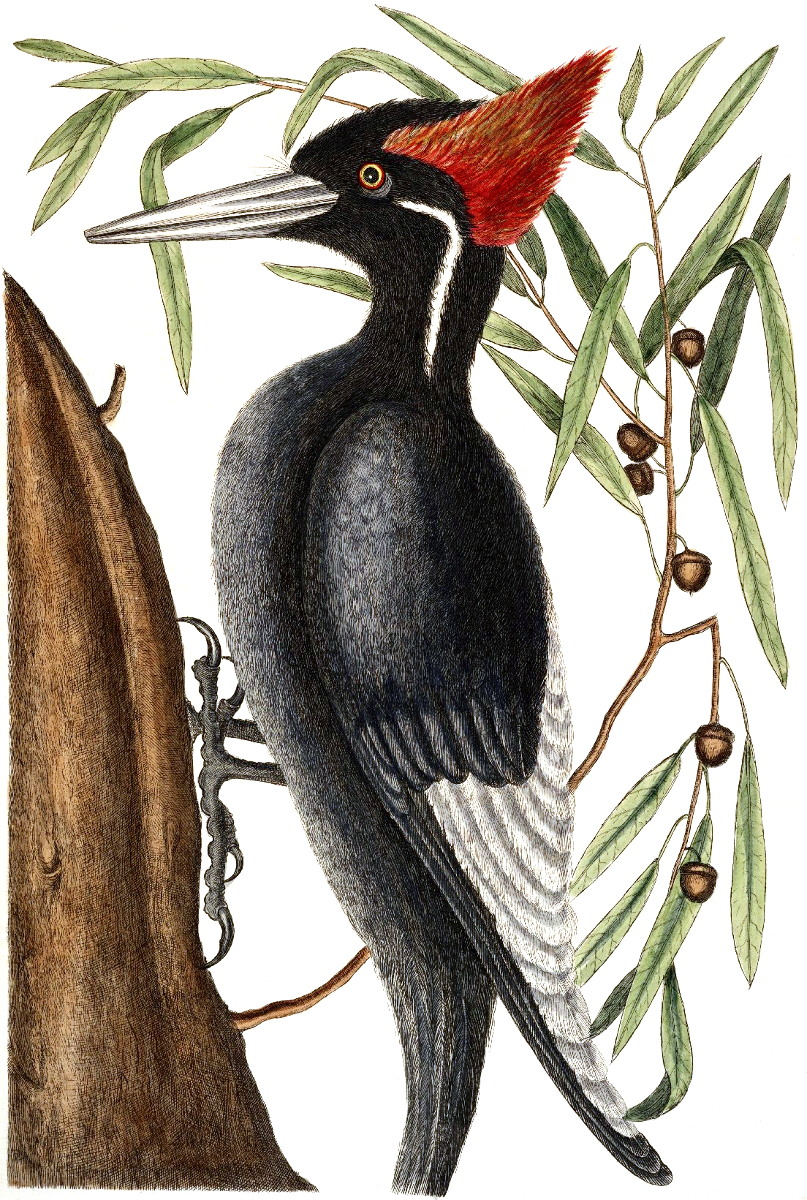
Il picchio dal becco d'avorio, poi estinto in Nord America, (nonostante un esemplare sarebbe stato avvistato in Arkansas nel 2005). Qui l'uccello è rappresentato su un salice, (Quercus phellos). Tavola tratta da Storia naturale della Carolina, Florida e Isole Bahamas (1729–1747)

Catesby trascorse i vent'anni successivi scrivendo e infine pubblicando pubblicandoil libro Natural History of Carolina, Florida and the Bahama Islands. La pubblicazione fu finanziata dagli abbonamenti dei suoi "Sostenitori" e da un prestito senza interessi di uno dei membri della Royal Society, il quacchero Peter Collinson . Catesbyimparò da autodidatta ad incidere le lastre di rame. Le prime otto avevano sfondi, ma da quel momento in poi Catesby iniziò ad aggiungere piante con animali. Completò la prima parte nel maggio 1729 e la presentò alla regina Carolina; il primo volume, composto da cinque parti, fu terminato nel novembre del 1732. Mark Catesby fu eletto membro della Royal Society nel febbraio 1733 e fu nominato membro della Society of Gentlemen of Spalding nel dicembre 1743. Il secondo volume contenente altre cinque parti fu completato nel dicembre 1743 e nel 1747 produsse un supplemento dal materiale inviatogli da amici in America, in particolare John Bartram, e anche da suo fratello minore, John, che si trovava con un Reggimento britannico a Gibilterra. Non tutte le tavole di Storia naturale sono di Catesby: diversi, tra cui la splendida e famosa immagine di Magnolia grandiflora, furono composte da Georg Ehret. I disegni preparatori originali di Catesby per la sua opera si trovano nella Biblioteca reale, nel Castello di Windsor ed alcune parti sono state esposte negli Stati Uniti, in Giappone e in vari luoghi in Inghilterra, inclusa la Queen's Gallery, Londra, nel 1997 e 1998 e alla Gainsborough House a Sudbury nel 2015. Il 5 marzo 1747 Catesby lesse un articolo intitolato "Di uccelli di passaggio" alla Royal Society di Londra e ora è riconosciuto come una delle prime persone ad aver descritto la migrazione degli uccelli.
Mark Catesby sposò Elizabeth Rowland l'8 ottobre 1747 a St George's Chapel, Hyde Park Corner, ma stavano insieme da circa 17 anni, con almeno sei figli avuti tra l'aprile 1731 e il giugno 1740. Erano parrocchiani di St Giles Cripplegate a Londra e più tardi, quando quella parrocchia fu suddivisa, di St Luke Old Street Catesby morì poco prima del Natale del 1749 sabato 23 dicembre nella sua casa dietro St Luke Old Street, Londra, e fu sepolto nel cimitero. La sua tomba è stata perduta. L'Hortus britanno-americanus ... di Catesby fu pubblicato postumo nel 1763 e una seconda edizione, intitolata Hortus Europae americanus ... fu pubblicata nel 1767.
Il naturalista svedese Linneo incluse informazioni prese dalla Storia naturale di Catesby nella decima edizione del suo Systema Naturae nel 1758.

## Eredità
Catesbaea, un genere di arbusti spinosi appartenenti alle Rubiaceae  delle Indie occidentali e degli Stati Uniti sudorientali, prende il nome da Catesby. Tuttavia, secondo le attuali regole di nomenclatura, questo nome fu formalmente pubblicato da Linneo nel 1753 nel suo Species plantarum (volume 1, pp 108–109), basato sulla tavola 100 nel secondo volume di Catesby's Natural History of Carolina, Florida and the Bahama Islands.
La rana toro americana, Lithobates catesbeianus, è chiamata così in onore di Catesby.
Catesby è commemorato nei nomi scientifici di due specie di serpenti del Nuovo Mondo: Dipsas catesbyi e Uromacer catesbyi.